# 内梅特·翁盖洛
内梅特·翁盖洛（匈牙利語：Németh Angéla，1946年2月18日—2014年8月5日），匈牙利女子田径运动员，主攻标枪。她曾代表匈牙利参加1968年和1972年夏季奥林匹克运动会田径比赛，获得一枚金牌。